# Сезько Анна Олександрівна
А́нна Олекса́ндрівна Сезько́ (* 2003) — українська боксерка і кікбоксерка. Чемпіонка світу і Європи.

## З життєпису
Народилась 2003 року в місті Коростишів. Вихованка Житомирської обласної школи вищої спортивної майстерності — тренера з кікбоксингу Сергія Миколайовича Степанчука. Першу золоту медаль виборола 2011 року на Чемпіонаті світу з кікбоксингу за версією WPKA в дитячих змаганнях.
2019 року стала чемпіонкою світу з боксу. Чемпіонка Європи та багаторазова чемпіонка України.
2020 року завоювала золоту медаль у ваговій категорії до 69 кілограмів на Чемпіонаті України з боксу в Харкові. З 2020-го її тренує Віталій Мельник. Срібна призерка Чемпіонату Європи-2020.
Проживає у Коростишеві; навчається в Житомирському державному університеті імені Івана Франка.